# Солянка (Новоузенский район)
Солянка — посёлок в Новоузенском районе Саратовской области России. Входит в состав муниципального образования город Новоузенск.

## География
Посёлок находится в юго-восточной части Саратовской области, на берегу водохранилища Солянка, к северу от реки Большой Узень, на расстоянии примерно 6 километров (по прямой) к востоку от города Новоузенск, административного центра района.

## Население
| 2002 | 2010 |
| ---- | ---- |
| 342  | ↘294 |

Гендерный состав
По данным Всероссийской переписи населения 2010 года в гендерной структуре населения мужчины составляли 50,3 %, женщины — соответственно 49,7 %.
Национальный состав
Согласно результатам переписи 2002 года, в национальной структуре населения казахи составляли 68 %, русские — 29 % из 342 чел.

## Инфраструктура
В посёлке функционируют детский сад и фельдшерско-акушерский пункт.

## Улицы
Уличная сеть посёлка состоит из четырёх улиц.